# 天衣派耆那教寺庙

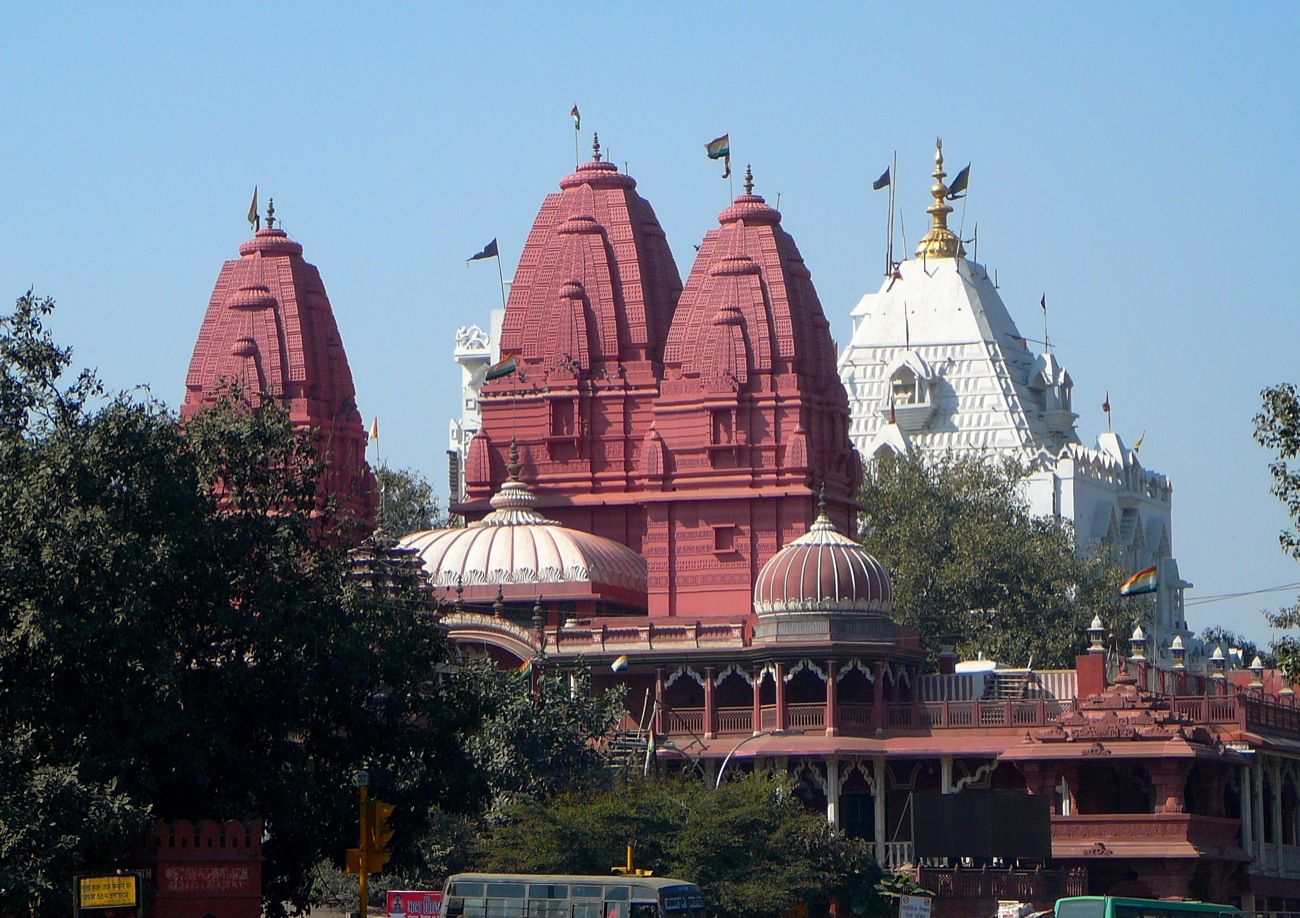
天衣派耆那教寺庙

天衣派耆那教寺庙（Shri Digambar Jain Lal Mandir，श्री दिगंबर जैन लाल मंदिर）是印度德里最古老的耆那教寺庙，始建于1656年。历经多次改建，这座寺庙现在是一座宏伟的红色砂岩建筑。它位于古老的月光集市大街，宏伟的红堡对面。 
在大庙后面的第二座建筑物内，有著名的禽鸟医院（veterinary hospital）。

## 历史
17世纪，莫卧儿王朝皇帝沙贾汗兴建新首都德里城（今日老德里），城墙内的主要街道月光集市，位于皇宫红堡之前。他邀请了一些耆那教金融家定居在此，还允许他们建造临时建筑，作为耆那教寺庙。耆那教社区在庙内供奉三尊大理石偶像。据说神像原来保存由一位莫卧儿军队的耆那教军官保存。  
在莫卧儿王朝时期，不允许寺庙建塔。这个寺庙没有正式的塔，直到印度独立以后，广泛重建寺庙时才建塔。 
在1800年至1807年，帝国财政官Raja Harsukh Rai获得批准，在月光集市以南的Dharamapura耆那教社区，建造一个有塔的寺庙。该寺庙以精细雕刻著称，现在被称为新庙（Naya Mandir）。
1931年，一位天衣派耆那教僧人来到德里。他是八个世纪以来第一位访问德里的天衣派耆那教僧人。
与天衣派耆那教寺庙毗邻的印度教高里三喀庙，兴建于大约一个世纪以后的1761年。在过去的几十年间，它也得到了显着重建。 

## 参观
庙内有一个书店，售卖有关耆那教的书籍。游客进入寺庙，要脱下鞋子和所有皮革制品，交给有关人士。

### 引用
1. ↑  Bharat ke Digambar Jain Tirth, Volume 1, Balbhadra Jain, 1974
2. ↑  Beyond Turk and Hindu: Rethinking Religious Identities in Islamicate South Asia
By David Gilmartin, Bruce B. Lawrence, University Press of Florida, 2000